# Boumdeid
Boumdeid este o comună din departamentul Boumdeid, Regiunea Assaba, Mauritania, cu o populație de 4.611 locuitori.